# Flesh 'n' Blood
Flesh 'n' Blood   è una serie televisiva statunitense in 12 episodi di cui 8 trasmessi per la prima volta nel corso di una sola stagione nel 1991.

## Trama
Rachel Brennan, assistente del procuratore distrettuale, è un'attraente, talentuosa e giovane donna  di successo. L'unica cosa importante che le manca è la sua famiglia d'origine, dato che era stata adottata da piccola, ed è desiderosa di incontrare la sua vera madre. Ad un certo punto gli si presenta Arlo Weed, un bizzarro uomo di provincia vedovo con tre figli che dice di essere il suo vero fratello. Altri personaggi includono l'ambiziosa ricercatrice Rachel, Marty Travers, coinvolto sentimentalmente con Rachel e aspirante governatore del Maryland, e Irene, segretaria di Rachel, chi si interessa sentimentalmente ad Arlo.

## Personaggi e interpreti
- Arlo Weed (12 episodi, 1991), interpretato da David Keith.
- D.A. Rachel Brennan (12 episodi, 1991), interpretata da Lisa Darr.
- Beauty Weed (12 episodi, 1991), interpretato da Meghan Andrews.
- Marty Travers (12 episodi, 1991), interpretato da Perry Anzilotti.
- Irene (12 episodi, 1991), interpretata da Peri Gilpin.
- King Weed (12 episodi, 1991), interpretato da Chris Stacy.

## Produzione
La serie, ideata da Michael J. Digaetano e Lawrence Gay, fu prodotta da Paramount Television  Le musiche furono composte da Howard Pearl. La serie fu annullata dopo soli otto episodi durante la prima televisiva sulla NBC.

### Registi
Tra i registi sono accreditati:
- Noam Pitlik in 10 episodi (1991)

### Sceneggiatori
Tra gli sceneggiatori sono accreditati:
- Michael J. Di Gaetano in 12 episodi (1991)
- Lawrence Gay in 12 episodi (1991)
- Rick Copp in 2 episodi (1991)
- David A. Goodman in 2 episodi (1991)
- Daniel Palladino in 2 episodi (1991)
- Jeanne Romano in 2 episodi (1991)

## Distribuzione
La serie fu trasmessa negli Stati Uniti dal 19 settembre 1991 al 15 novembre 1991 sulla rete televisiva NBC. In Italia è stata trasmessa con il titolo Flesh 'n' Blood. È stata distribuita anche in Germania con il titolo Der Chaos-Clan.

## Episodi
| Stagione       | Episodi | Prima TV USA |
| -------------- | ------- | ------------ |
| Prima stagione | 12      | 1991         |